# Kanton Liévin-Sud
Liévin-Sud (Nederlands: Lieven) is een voormalig kanton van het Franse departement Pas-de-Calais. Het kanton maakte deel uit van het arrondissement Lens. Het werd opgeheven bij decreet van 24 februari 2014 met uitwerking in 2015.

## Gemeenten
Het kanton Liévin-Sud omvatte de volgende gemeenten:
- Angres
- Éleu-dit-Leauwette
- Liévin (Lieven) (deels, hoofdplaats)